# CBRAM
CBRAM, eller conductive-bridging RAM, är en version av den nya icke-flyktiga minnestypen PMC (programmable metallization cell). Det amerikanska företaget Infineon Technologies licensierade teknologin 2004. Japanska NEC och Sony har också framställt egna varianter av teknologin. NEC:s variant kallas för "Nanobridge", medan Sony kallar sin variant för "electrolytic memory".
PMC är det generella begreppet som omfattar denna nya typ av teknologi för icke-flyktigt minne. Tekniken utvecklades i Arizona State Universitys avdelning Axon Technologies, och är en av flera teknologier som har utvecklats för att ersätta den tidigare standarden flashminne, som idag är den vanligaste använda minnestypen. PMC ger en kombination av längre livslängd, lägre strömförbrukning och större minnesdensitet än konkurrerande minnestyper.